# Schradera obtusifolia
Schradera obtusifolia är en måreväxtart som beskrevs av Charlotte M. Taylor. Schradera obtusifolia ingår i släktet Schradera och familjen måreväxter. Inga underarter finns listade i Catalogue of Life.